# Jane Dodds
Jane Dodds   (Wrexham, 13 de setembre de 1963) és una política gal·lesa. Líder dels Liberal Demòcrates gal·lesos, d'ençà la seva elecció del 2017, va ser elegida com a membre del parlament al Parlament del Regne Unit arran de les eleccions del 2019 de la circumpscripció de Brecon i Radnorshire.